# Der Ladenprinz
Der Ladenprinz ist ein deutscher Stummfilm aus dem Jahre 1928 von Erich Schönfelder mit Harry Halm in der Titelrolle. Die Geschichte basiert auf einem Roman von Kurt Münzer.

## Handlung
Der junge Lucian Flamm hat bisher ein nicht sehr leichtes Leben gehabt: Sein Vater ist zwar prinzlichen Geblütes, aber durch seine uneheliche Geburt konnte Lucian keinen Nutzen daraus ziehen. Seine Mutter hat sich frühzeitig aus dem Staub gemacht, und der Ersatzvater Martin Flamm kannte bei der Erziehung nur die „harte Hand“. Eines Tages hat Lucian die Nase von den Elendserlebnissen seiner Kindheit und Jugendzeit voll, und so entflieht er auf der Suche nach dem Glück der heimatlichen Enge und geht nach Berlin. 
Dort macht der uneheliche Prinz Karriere als Verkäufer in einem Geschäft. Auch die Damenwelt ist ihm, mehr als ihm lieb sein kann, von Herzen zugetan. Da sich Lucian nicht in der Rolle eines Herzensbrechers sieht, sondern vielmehr die Eine, die er liebt, erobern möchte, fühlt er sich auch auf seinem neuen Posten nicht sonderlich wohl. Immerhin hat der „Ladenprinz“ bereits diejenige welche ausgeguckt, und die ist wie er gleichfalls blaublütig. Sie heißt Tatjana und ist passenderweise eine Prinzessin. Tatjana kann ebenfalls nicht unter Mangel an Verehrern klagen, lässt sich aber auf Lucian ein. Derweil findet sich Lucians verschollene Mutter ein, die nun selbst einen Prinzen geheiratet hat, und so fügt sich alles zum Besten.

## Produktionsnotizen
Im Frühjahr 1928 gedreht, wurde Der Ladenprinz am 28. April desselben Jahres zensuriert und mit Jugendverbot belegt. Die Premiere fand am 21. August 1928 in Berlins Marmorhaus statt. Die Filmlänge betrug 2198 Meter, verteilt auf acht Akte.
Andrej Andrejew schuf die Filmbauten, Rudolf Strobl war Aufnahmeleiter, Edgar Schall Regieassistent.

## Kritik
Das Kino-Journal meinte: „Ein Film, der wenig Ansprüche an logisch begründete Psychologie stellt, lediglich durch den modern-gesellschaftlichen Anstrich Wirkung sucht und findet.“

## Einzelnachweis
1. ↑  „Der Ladenprinz“. In: Das Kino-Journal. Offizielles Organ des Bundes österreichischer(/der österreichischen) Lichtspiel-Theater, der Landes-Fachverbände und der Sektion Niederösterreich-Land / Das Kino-Journal. Offizielles Organ des Zentralverbandes der österreichischen Lichtspiel-Theater und sämtlicher Landes-Fachverbände / Das Kino-Journal. Offizielles Organ des Bundes der Wiener Lichtspieltheater und sämtlicher Landes-Fachverbände / Das Kino-Journal. (Vorläufiges) Mitteilungsblatt der Außenstelle Wien der Reichsfilmkammer, 13. Oktober 1928, S. 19 (online bei ANNO).